# Волнистый попугайчик
Волни́стый попуга́йчик (лат. Melopsittacus undulatus) — вид птиц из семейства Psittaculidae, единственный в одноимённом роде (Melopsittacus).
Особи отличаются шумом и болтливостью если напуганы, довольно легко запоминают слова и выражения (с детства), которые повторяют много раз при «общении» с человеком и даже с другими домашними животными. В большинстве случаев заученные слова и выражения повторяют без связной логики.
Продолжительность жизни — от 8 до 20 лет, в среднем 10-15 лет (в домашних условиях), в дикой природе волнистые попугаи живут меньше (5 - 8 лет) из-за суровых условий.

## Название
Название волнистого попугайчика произошло от греческих «melos» — «пение», «psittacos» — «попугай» и латинского «undulatus» — «волнистый». Так что полностью его имя звучит по-русски — поющий волнистый попугай или сокращенно-уменьшительно — волнистый попугайчик.

## Описание
Длина тела 17—19,8 см, выставочные особи длиной до 21—23 см. Длина крыла 9,5—10,5 см, хвоста – 8—10 см; вес 40—45 г. Благодаря хвосту кажутся гораздо крупнее.
Основная окраска оперения покровительственного травянисто-зелёного цвета. Передняя часть головы и горло жёлтые. По бокам головы расположено по вытянутому фиолетовому пятну, под которыми находятся по три с каждой стороны горла чёрных пятнышка. Задняя часть головы, затылок и верх спины с тёмной бурой волнистостью по жёлтому фону. Волнистость на голове от тонкой и нежной переходит на спину в более широкую и грубую. У молодых птиц волнистый рисунок не такой чёткий, как у взрослых, и начинается сразу от восковицы. Такой окрас сохраняется у них до тех пор, пока не появится жёлтая маска. У молодых птиц хвост намного короче, чем у взрослых. Хвост длинный, ступенчатой формы.
Перья на лбу у самцов обладают интересным свойством: они флуоресцируют под действием ультрафиолетовых лучей. В природных условиях наличие флуоресценции играет важную роль при выборе самками партнёра для гнездования. Проводился эксперимент: две клетки с самцами освещали дневным светом, но одну из них экранировали стеклом от прямого солнечного ультрафиолета. В 9 случаях из 10 самка выбирала самца, находящегося в неэкранированной клетке.

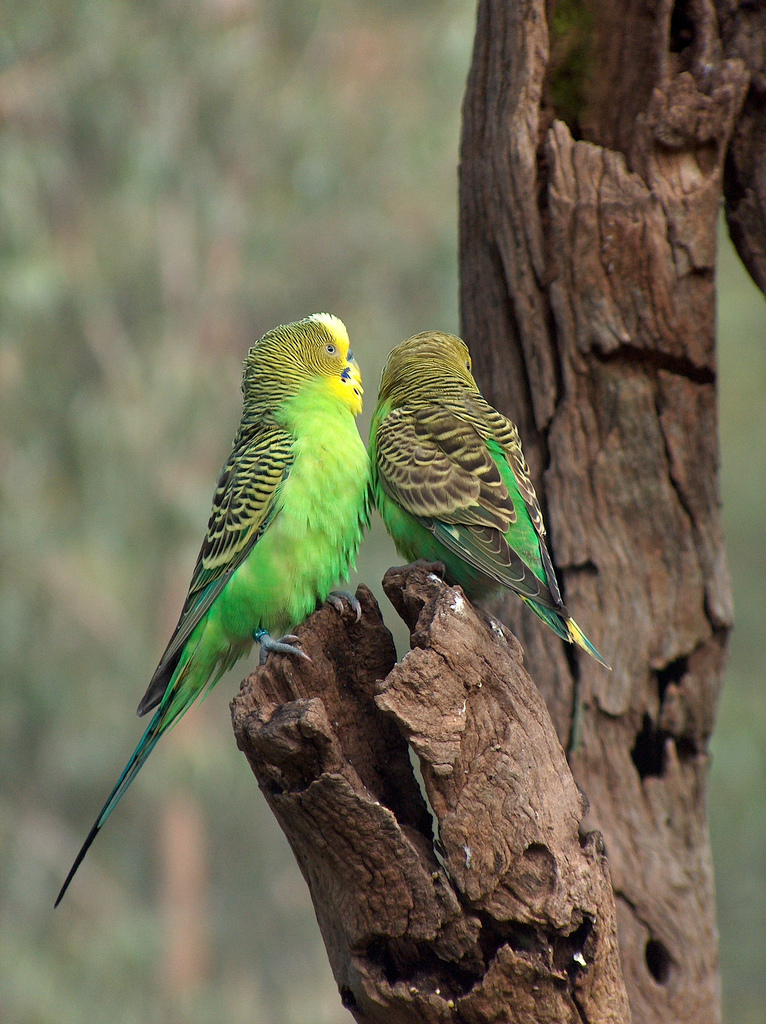
Дикие волнистые попугайчики естественной окраски

Клюв мощный и изогнутый. Сверху он покрыт крепким роговым слоем. У основания сильно выделяется восковица, на которой расположены носовые отверстия. Клюв у попугаев, в отличие от других птиц, очень подвижный благодаря верхней челюсти, которая не срастается с черепом, а соединена с ним сухожильной связкой. Верхняя челюсть намного длиннее нижней. Нёбные кости хорошо развиты. Такой клюв является универсальным инструментом для срывания и измельчения небольших веток, листьев, семян и различных плодов. Клювом волнистые попугаи поднимают и переносят различные предметы. Кроме того, они используют его для лазания по ветвям деревьев, прутьям клетки и сетке вольера, иногда при обороне. Язык у волнистых попугаев короткий и толстый, немного закруглённый. На кончике он покрыт роговым слоем. У большинства на внутренней стороне надклювья имеются узкие роговые зубцы, которые вроде напильника оттачивают переднюю часть надклювья и очищают зёрна от шелухи, а также используются для срывания плодов и их разгрызания. У птенцов клюв — тёмный, у взрослых птиц — соломенно-жёлтый, с зеленоватым оттенком. Над клювом птиц вокруг ноздрей имеется хорошо выраженная восковица. Пол птиц легко различают по цвету восковицы: у молодого самца она фиолетовая, у взрослого ярко-синяя, у самки: молодой — голубая (вокруг ноздрей более светлый ободок), у взрослой — голубая или коричневая.
Шея у попугайчиков очень подвижная, поскольку основную хватательную функцию у них выполняет клюв. Скелет же туловища, напротив, малоподвижен, поскольку он в основном выполняет опорную функцию.
Полёт волнистого попугайчика немного дугообразный и напоминает полёт ласточки. При посадке крылья сгибаются вниз, делая её похожей на посадку перепела.
Лапы серовато-синего цвета, и светло розового цвета, очень сильные и цепкие, когти тёмно-синие, чёрные или белые. На каждой лапе по 4 длинных, загнутых и довольно острых пальца, 2 из которых направлены вперёд, а 2 — назад. Благодаря такой конструкции попугаи очень ловко лазают по ветвям, ходят по земле, а также могут захватывать лапой различные предметы (в том числе корм) и переносить их или удерживать возле клюва.

## Распространение
Обитает этот попугайчик в Австралии и на некоторых прилегающих островах. Австралийские аборигены называли волнистого попугайчика «bedgerigas», что значит «пригодные для пищи». Родиной волнистых попугайчиков является Австралия. На этом материке они большими стаями кочуют с места на место в поисках пищи и воды, временно поселяясь на травянистых равнинах, где могут питаться семенами трав. Волнистые попугайчики летают очень быстро, что позволяет преодолевать огромные расстояния в поисках еды и воды.
Волнистый попугайчик является самым многочисленным из всех попугаев Австралии. Он обитает на большей части материка (кроме северных районов, покрытых густыми лесами), вдоль восточного и юго-западного побережья, а также на острове Тасмания и некоторых других островах. Гнездятся волнистые попугайчики в основном в полупустынных частях материка, где порой можно встретить миллионные стаи. Так, в северной части Австралии волнистый попугайчик приступает к гнездованию в любое время года, как только закончатся дожди, а на юге птицы размножаются в основном в ноябре и декабре. В настоящее время количество волнистых попугайчиков, содержащихся в неволе, значительно больше, чем в природе. Это связано с тем, что человек сильно изменил ландшафт Австралии, где обитают на свободе эти экзотические птицы.
Пернатым обитателям Австралии приходится приспосабливаться к изменениям условий и питаться пшеницей — основной зерновой культурой Австралии, выращиваемой на больших территориях. Однако для волнистых попугайчиков зёрна пшеницы слишком крупные.

## Образ жизни

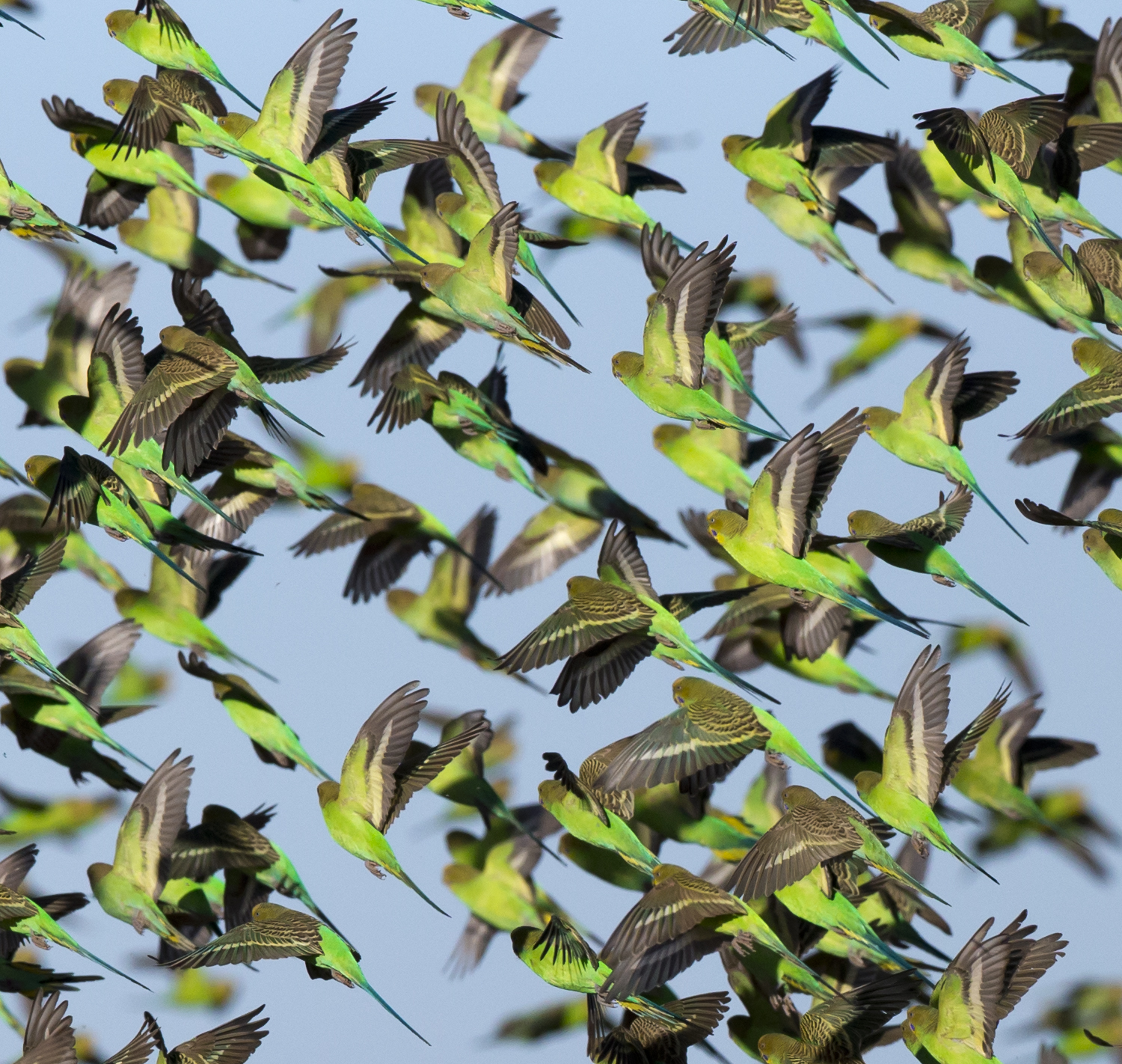

Населяют полупустынные и степные местности, предпочитая участки с редкими деревьями. Эти попугайчики стремительны в полёте и изящны в движениях, хорошо ходят по земле и лазают по деревьям. Живут стаями. Стаи могут насчитывать от 20 до нескольких сотен особей.

## Размножение
В природе волнистые попугаи размножаются круглый год. Гнездятся они в дуплах деревьев. Самка откладывает от 4 до 12 белых яиц, прямо на дно дупла без подстилки, и насиживает их в течение 17—20 дней. Самец в это время подкармливает её. Птенцы волнистого попугайчика появляются неоперёнными и слепыми, примерно к десятидневному возрасту они прозревают, а в месячном возрасте полностью оперяются и покидают гнездо, но иногда поддерживают связь с родителями несколько дней-недель.

## История открытия вида
Волнистых попугайчиков впервые описал в 1805 году английский естествоиспытатель Джордж Шоу в своём труде «Naturists Miscellany» (1781—1813). Тогда же его коллега художник Г. Ноддер сделал первый рисунок этой птицы. В 1831 году посетители музея общества имени Карла Линнея впервые увидели чучело этого экзота. Когда Австралию начали заселять каторжанами, они стали приручать птиц и содержать их в клетках.
Сотрудник музея Лондонского зоологического общества орнитолог Джон Гульд в 1837 году в книге «Handbook of birds of Australia» впервые описал жизнь волнистых попугайчиков в природе настолько хорошо, что более поздние наблюдения не прибавили ничего существенного до настоящего времени. Ему принадлежит первое описание волнистого попугайчика в условиях дикой природы. Великий орнитолог создал 36-томный труд «Птицы Австралии», в котором упомянул и об этом виде попугаев. В 1840 году волнистые попугайчики были впервые завезены в лондонский зоопарк. Существует мнение, что они были привезены из Австралии Гульдом.
Волнистых попугайчиков доставляли из Австралии по морю, при этом большое количество птиц погибало, не перенося длительного (более 2 месяцев) плавания. В результате правительство Австралии вынуждено было принять закон о запрете вывоза любых птиц, обитающих на территории страны. В настоящее время законом запрещено вывозить из Австралии любого представителя фауны, за исключением тех, которые родились в неволе.

## История разведения и содержание
В Европу впервые ввезены Д. Гульдом в 1840 году. С этого времени волнистый попугайчик появляется в Англии, Франции, Бельгии и Германии. В последующие годы начался массовый вывоз этих птиц из Австралии. Попугайчиков сотнями и тысячами отлавливали большими сетями. Клетки с птицами переправляли на корабли, отходящие в Европу. При перевозке огромное количество птиц из-за плохого кормления и тесноты погибало.
Через десять лет после появления первых партий волнистых попугайчиков в газетах появились сообщения об их успешном разведении в неволе. В 1854 году в газете «Bulletin de la Soc. Imp. D’acclimatation de France» выходит статья «Note sur la Perruche ondulee», где Жюль Делон (Jules Delon) впервые описал содержание и разведение волнистого попугайчика, которое удалось французскому любителю птиц Солни. Вполне возможно, что это не было первым фактическим успехом разведения, так как многие тогда пытались получить в неволе потомство от волнистого попугайчика, однако не сохранилось точных данных. В 1859 году Карл Болле (Karl Bolle) публикует статью в «Gabanis Jornal for Ornithologie» и сообщает о первом разведении в Германии. Это удалось графине фон Шверин, жившей в 1855 году в Берлине. В то время волнистые попугайчики жили уже во многих городах Европы, но были очень дороги, поэтому их могли приобрести только состоятельные люди.
Крупные торговые фирмы Голландии, Бельгии и Франции полностью удовлетворяли спрос на волнистых попугайчиков. К 1860 году большинство зоопарков Европы уже имело свои популяции волнистых попугайчиков.
В 1881 году Карл Русс даёт подробное описание дикой формы волнистого попугайчика, отдельно описывая самку и самца. При этом Русс указывает длину попугайчика — 21—26 см, но этот размер получен путём не общепринятых измерений попугайчика (голова — кончик хвоста), а замером от кончика клюва через голову и спину до конца хвоста.

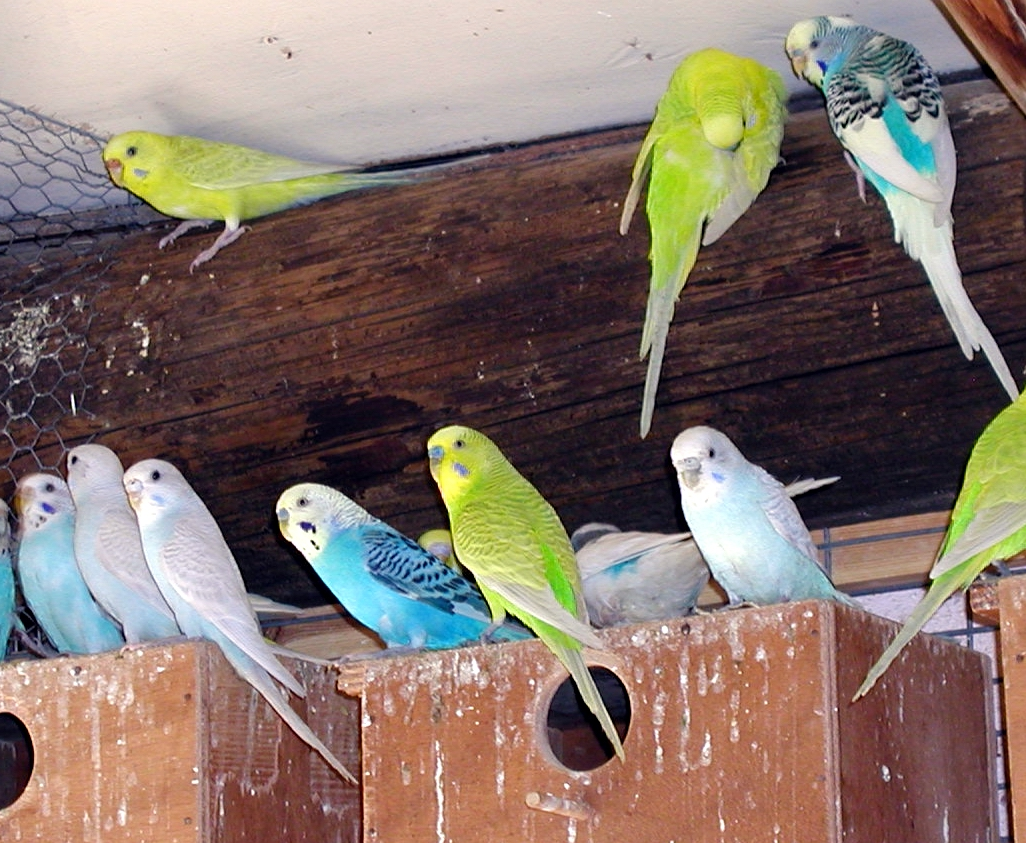

Де Брасай (De Brasay) сообщал, что в 1894 году во Францию было ввезено около 600 тысяч пар волнистых попугайчиков. Массовый, никем не регулируемый отлов привёл к резкому сокращению численности волнистых попугайчиков. Жестокая торговля в широких масштабах вынудила правительство Австралии в 1894 году принять закон о полном запрете вывоза всех птиц, обитающих в стране.
В 1913 году С. А. Уайт (S. A. White) наблюдал за волнистыми попугайчиками в Австралии. При этом Уайт нашёл волнистых попугайчиков, высиживающих яйца, и сообщал о стаях птиц, слетавшихся к воде.
А. Н. Норден (A. N. Norden) в 1959 году исследовал зоб свободно живущих попугайчиков. При этом выяснилось, что основной пищей волнистых попугайчиков является травянистая растительность. Однако более поздние исследования доказали, что волнистые попугайчики питаются и насекомыми. Норден утверждал, что на материке волнистые попугайчики являются самыми распространёнными из всех видов попугаев.
В Россию попугаев завозили главным образом из Западной Европы и вначале не разводили. Тем не менее, они были широко известны, а число их хозяев неуклонно росло. Расцвет популярности пришёлся и наибольший интерес проявился в связи с открытием их способности имитировать человеческую речь, которая на Западе была известна гораздо раньше. В 30-е годы разводить начали в Московском зоопарке, затем в зоокомбинате и в домашних условиях. Теперь они стали самыми массовыми среди клеточных птиц.
Волнистые попугайчики склонны к различным заболеваниям, среди них первое место стоит за кнемидокоптозом Knemidocoptes pilae и Knemidocoptes mutans. Также актуальным является вопрос и о распространении орнитоза среди молодняка волнистых попугайчиков.

## Селекция

### История селекционной работы
Вывезенный из Австралии в XIX веке, в настоящее время он стал самой массовой комнатной птицей, подлинным любимцем миллионов людей во всем мире и, естественно, никакое вымирание ему не грозит. Но волнистые попугайчики, которых разводят в неволе из поколения в поколение в течение длительного времени, становятся более изнеженными по сравнению с волнистыми попугайчиками, живущими на воле, более красивыми, плодовитыми, с ослепительно ярким оперением (включая и природный зелёный цвет), что делает их заметными и уязвимыми в дикой природе.
С помощью селекции и отбора выведены особи разнообразной окраски оперения (синие, белые, жёлтые). В результате получено более 200 разновидностей волнистых попугайчиков. Разделяются они по внешним признакам на группы и подгруппы, характеризующиеся оперением определённой окраски, рисунком и формой пера. Длительность жизни волнистых попугайчиков в неволе составляет при хорошем уходе 10—15 лет, хотя некоторые доживали и до 22 лет. В 1935, а затем в 1960 году селекционерам удалось вывести волнистых попугайчиков с оперёнными ногами, а также с оперением длиною 10 см (мутация «хризантема»), однако от них так и не удалось получить жизнеспособного потомства.

### Механизмы формирования окраски
Наружный слой пера состоит из прозрачных роговых клеток, в них откладываются липохромы — красящие вещества жёлтого цвета. Ниже находится ещё один слой прозрачных роговых клеток, содержащих в себе воздух. На белом фоне они имеют белый цвет, а на тёмном — синий или голубой, подобно тому как атмосфера Земли имеет голубой или синий цвет на фоне чёрного космического пространства. Среднюю часть пера составляют клетки, заполненные меланинами — красящими веществами, имеющими чёрный или коричневый цвет. В зависимости от количества и комбинации всех перечисленных факторов формируется вариант окраса оперения птицы.
Когда в клетках пера нет ни липохромов, ни меланинов, получается белый окрас. Если во внешних слоях пера липохромы отсутствуют, а в сердцевине пера присутствуют меланины, то цвет пера получается от голубого до синего (в зависимости от количества меланинов; чем их больше, тем интенсивнее и темнее будет цвет). Такая окраска приобретается благодаря прозрачным клеткам на тёмном фоне. Когда во внешних слоях пера есть липохромы, а в клетках сердцевины меланины отсутствуют, то получается жёлтый цвет пера. При наличии в клетках пера липохромов и меланинов окрас оперения зелёный (жёлтый соединяется с синим).
Закономерности наследования факторов окраски у волнистых попугайчиков хорошо изучены, и селекционная работа с ними ведётся на основе знания законов генетики.

### Классификация окраски
Существует множество разновидностей волнистых попугайчиков. В 1928 году И. Фишер предложил систему классификации волнистых попугайчиков, которая используется до сих пор. Согласно этой классификации, все волнистые попугайчики подразделяются на 2 большие группы.
К I группе относятся птицы всех расцветок с нормальной волнистостью. В этой группе выделяют несколько подгрупп:
- Зелёные с чёрным волнообразным рисунком;
- синие с чёрным волнообразным рисунком;
- жёлтые со слабым голубоватым волнистым рисунком;
- Белые со слабым голубоватым волнистым рисунком.

В каждой из перечисленных подгрупп выделяют 3 оттенка оперения: светлый (светло-зелёный, светло-жёлтый, голубой, бледно-голубой и т. п.); средней окраски (зелёный, жёлтый, синий и т. д.); тёмный (оливково-зелёный, жёлто-оливковый, сланцевый, беловато-сланцевый, фиолетово-синий и т. д.).
Ко II группе относятся попугайчики с пёстрой расцветкой, не сохранившие нормальный волнистый рисунок: лютиносы; альбиносы; с опалиновым рисунком; с коричневым рисунком; с коричневым опалиновым рисунком; лейсвинги; пестряки; арлекины; разносторонние.
К отдельной группе относятся хохлатые волнистые попугайчики.

### Генетика окраски
Основы теории наследования окраски у волнистых попугайчиков исследовались после первой мировой войны доктором Хансом Данкером (г. Бремен) и профессором Хансом Штайнером (университет г. Цюрих).
Обозначения для генетических факторов окраски разработаны Х. Дункером. Его символическая запись позволяет составить генетический ключ практически для любого варианта окраски птицы.
- Обозначения для меланинов[11]:
  - On — нормальный фактор, меланиновый рисунок чёрный;
  - Og — ослабленный фактор, рисунок серый;
  - Oh — светлый фактор, рисунок бледный;
  - Of — фактор отсутствует, рисунок белёсый;
  - Ow — фактор очень мал, рисунок бледный до полного исчезновения.
- Дополнительные символы для обозначения мутаций[12]:
  - Da — Австралийские пегие;
  - YY — желтолицые;
  - Gu — серые;
  - Hb — хохлатые;
  - Dk — континентальные пегие;
  - R — рецессивные пегие;
  - Sp — блестковые;
  - V — фиолетовые.

От пары птиц тёмно-синего серокрылого и тёмно-зелёного/жёлтого окрасов получатся птенцы 6 расцветок: 12,5 % — оливковые/синие/серокрылые (PpOnOgBB); 25 % — тёмно-зелёные/синие/серокрылые I и II типа (PpOnOgBb); 12,5 % — оливковые серокрылые/белые (PpOgOwBB); 12,5 % — светло-зелёные/белые (PpOnOgbb); 25 % — тёмно-зелёные серокрылые/белые I и II типа (PpOgOwBb); 12,5 % — светло-зелёные серокрылые/белые (PpOgOwbb). При скрещивании голубой и тёмно-зелёной (синей) птицы должно получиться по 25 % светло-зелёных (синих), тёмно-зелёных (синих), тёмно-синих и голубых птиц. Так, если тёмно-синяя птица относится к I типу, то при скрещивании её с голубой 43,5 % птенцов окажутся голубыми и ещё 43,5 % — тёмно-зелёными (синими), а тёмно-синих и светло-зелёных (синих) будет только по 6,5 %. У тёмно-зелёного (синего) попугайчика II типа в потомстве, наоборот, окажется по 43,5 % тёмно-синих и светло-синих (синих) птенцов, а голубых и тёмно-зелёных (синих) — лишь по 6,5 %. Птицы первого типа происходят от родителей, в генотипе одного имеется сочетание PPBB или PpBb, а у другого — ppBb или ppbb. Птицы II типа получаются от скрещивания птиц, у одной из которых в генотипе имеется сочетание ppBB или ppBb, а другая — PPbb или Ppbb.